# Číčovice (Nadějkov)
Číčovice (německy Tschitschowitz) jsou osada, část obce Nadějkov v okrese Tábor v Jihočeském kraji, osada samotná se ale nachází v okrese Písek. Číčovice leží asi 2,5 kilometru jihozápadně od Nadějkova. Jsou zde evidovány tři adresy. V roce 2011 zde trvale žili tři obyvatelé.
Číčovice leží v katastrálním území Střítež u Milevska o rozloze 5,19 km², a tím na území obce Vlksice v okrese Písek.

## Historie
První písemná zmínka o vesnici pochází z roku 1380.
Druhé dříve používané jméno je Čečovice. Osada náležela k majetku vlksického panství a její osudy jsou totožné s Vlksicemi. V roce 1930 zde žilo 16 obyvatel a byly zde 3 popisná čísla. Poštou a školou náležely Číčovice k Nadějkovu, lékař, fara a četnictvo v Chyškách.

## Obyvatelstvo
| Rok            | 1869 | 1880 | 1890 | 1900 | 1910 | 1921 | 1930 | 1950 | 1961 | 1970 | 1980 | 1991 | 2001 | 2011 | 2021 |
| -------------- | ---- | ---- | ---- | ---- | ---- | ---- | ---- | ---- | ---- | ---- | ---- | ---- | ---- | ---- | ---- |
| Počet obyvatel | 32   | 30   | 32   | 25   | 31   | 20   | 16   | 16   | 9    | 5    | 1    | 0    | 0    | 3    | 0    |
| Počet domů     | 4    | 4    | 4    | 3    | 3    | 3    | 3    | 3    | 3    | 2    | 1    | 1    | 2    | 2    | 2    |

## Obecní správa
Při sčítání lidu v letech 1850–1961 Číčovice byly osadou obce Střítež v okrese Milevsko. V letech 1962–1979 byly osadou obce Petříkovice v okrese Písek. Od 1. ledna 1980 jsou částí obce Nadějkov v okrese Písek, ale od 24. listopadu 1990 v okrese Tábor.

## Galerie

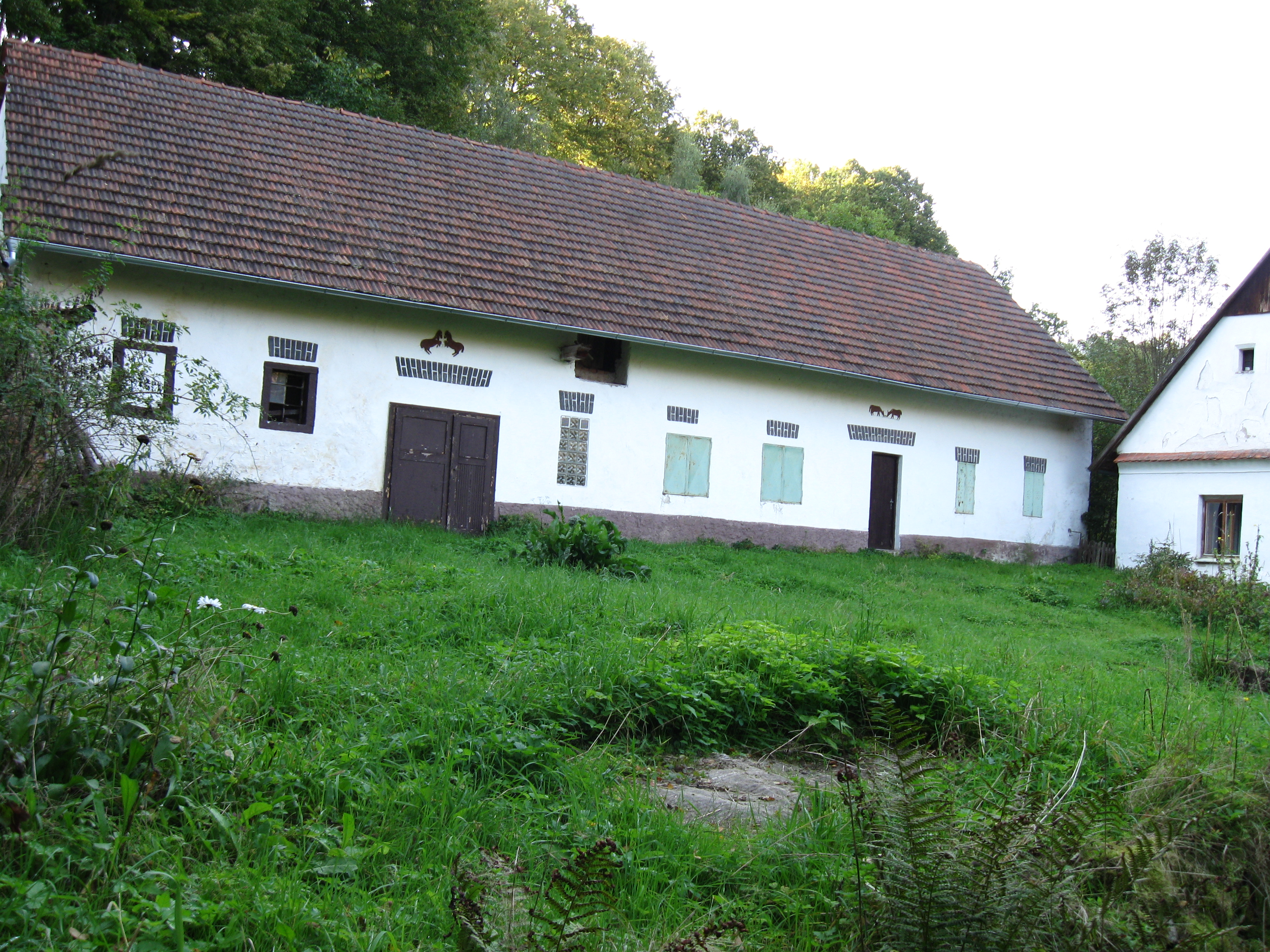
Stavení v osadě
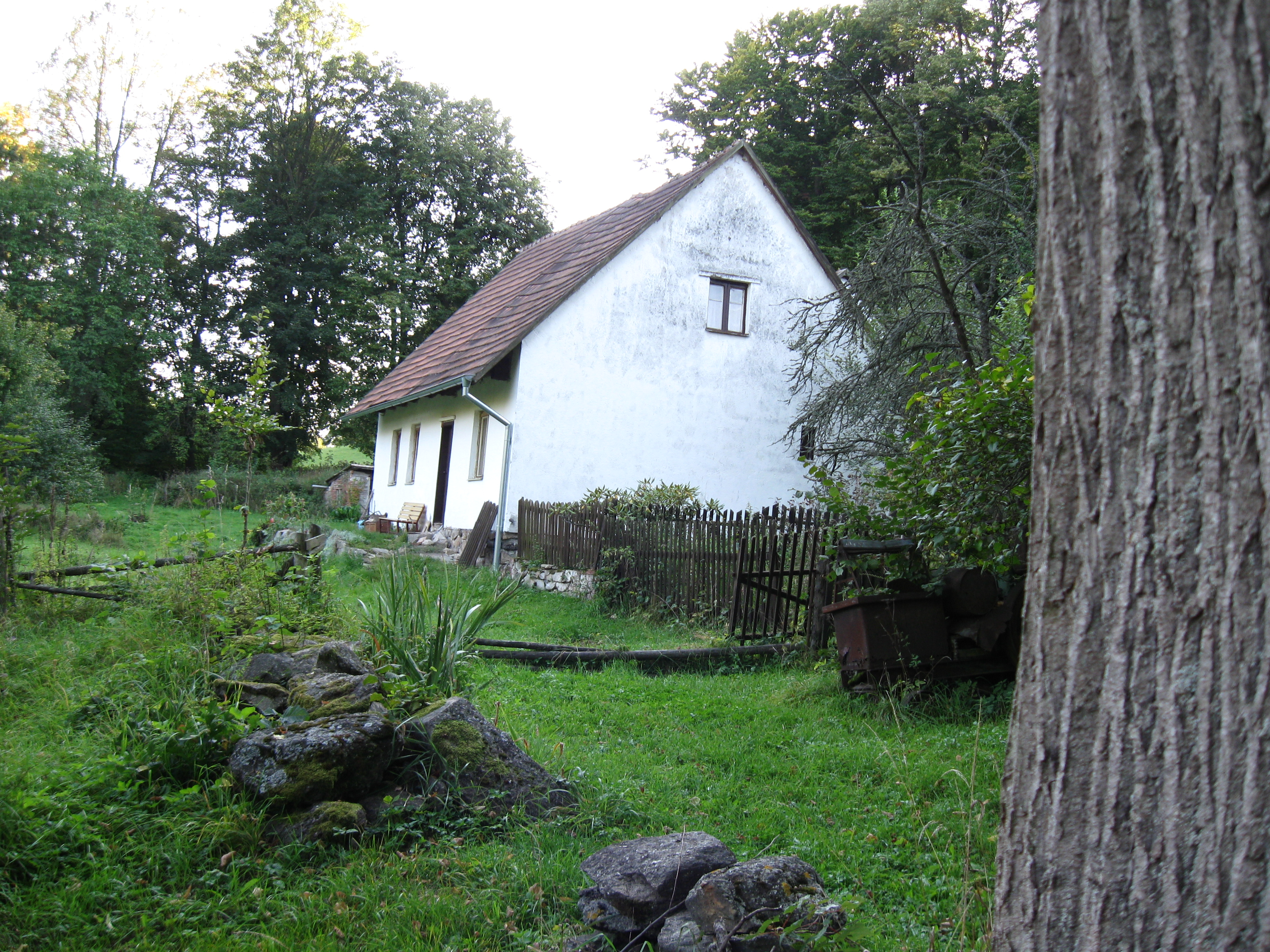
Stavení v osadě